# Grand Prix Formule 1 van Mexico 1986
De Grand Prix Formule 1 van Mexico 1986 werd gehouden op 12 oktober 1986 in Mexico-Stad.

## Uitslag
| Positie | Nummer | Rijder             | Team                   | Ronden | Tijd/Opgave         | Startplaats | Punten |
| ------- | ------ | ------------------ | ---------------------- | ------ | ------------------- | ----------- | ------ |
| 1       | 20     | Gerhard Berger     | Benetton-BMW           | 68     | 1:33:18.700         | 4           | 9      |
| 2       | 1      | Alain Prost        | McLaren-TAG            | 68     | + 25.438            | 6           | 6      |
| 3       | 12     | Ayrton Senna       | Lotus-Renault          | 68     | + 52.513            | 1           | 4      |
| 4       | 6      | Nelson Piquet      | Williams-Honda         | 67     | + 1 Ronde           | 2           | 3      |
| 5       | 5      | Nigel Mansell      | Williams-Honda         | 67     | + 1 Ronde           | 3           | 2      |
| 6       | 26     | Philippe Alliot    | Ligier-Renault         | 67     | + 1 Ronde           | 10          | 1      |
| 7       | 18     | Thierry Boutsen    | Arrows-BMW             | 66     | + 2 Rondes          | 21          |        |
| 8       | 23     | Andrea de Cesaris  | Minardi-Motori Moderni | 66     | + 2 Rondes          | 22          |        |
| 9       | 17     | Christian Danner   | Arrows-BMW             | 66     | + 2 Rondes          | 20          |        |
| 10      | 14     | Jonathan Palmer    | Zakspeed               | 65     | Geen benzine        | 18          |        |
| 11      | 3      | Martin Brundle     | Tyrrell-Renault        | 65     | + 3 Rondes          | 16          |        |
| 12      | 28     | Stefan Johansson   | Ferrari                | 64     | Turbo               | 14          |        |
| 13      | 7      | Riccardo Patrese   | Brabham-BMW            | 64     | Spin                | 5           |        |
| 14      | 24     | Alessandro Nannini | Minardi-Motori Moderni | 64     | + 4 Rondes          | 24          |        |
| 15      | 25     | René Arnoux        | Ligier-Renault         | 63     | Motor               | 13          |        |
| 16      | 22     | Allen Berg         | Osella-Alfa Romeo      | 61     | + 7 Rondes          | 26          |        |
| NF      | 11     | Johnny Dumfries    | Lotus-Renault          | 53     | Elektrisch probleem | 17          |        |
| NF      | 8      | Derek Warwick      | Brabham-BMW            | 37     | Motor               | 7           |        |
| NF      | 15     | Alan Jones         | Lola-Ford              | 35     | Banden              | 15          |        |
| NF      | 2      | Keke Rosberg       | McLaren-TAG            | 32     | Lekke band          | 11          |        |
| NF      | 27     | Michele Alboreto   | Ferrari                | 10     | Turbo               | 12          |        |
| NF      | 21     | Piercarlo Ghinzani | Osella-Alfa Romeo      | 8      | Turbo               | 25          |        |
| NF      | 4      | Philippe Streiff   | Tyrrell-Renault        | 8      | Turbo               | 19          |        |
| NF      | 19     | Teo Fabi           | Benetton-BMW           | 4      | Motor               | 9           |        |
| NF      | 16     | Patrick Tambay     | Lola-Ford              | 0      | Ongeluk             | 8           |        |
| NS      | 29     | Huub Rothengatter  | Zakspeed               | 0      | Ongeluk             | 23          |        |

## Statistieken
| Pole-position | Ayrton Senna  | Lotus-Renault  | 1:16.990 |
| Snelste ronde | Nelson Piquet | Williams-Honda | 1:19.360 |

## Noot
- Dit was de eerste Grand Prix-winst voor Gerhard Berger.

1962 · 1963 · 1964 · 1965 · 1966 · 1967 · 1968 · 1969 · 1970 · 1986 · 1987 · 1988 · 1989 · 1990 · 1991 · 1992 · 2015 · 2016 · 2017 · 2018 · 2019